# Volksbank Nordmünsterland
Die Volksbank Nordmünsterland eG war bis zu ihrer formellen Übernahme durch die Volksbank Tecklenburger Land und Umfirmierung zur VR-Bank Kreis Steinfurt eine deutsche Genossenschaftsbank mit Sitz in Rheine im Kreis Steinfurt. Das Marktgebiet erstreckte sich über die Städte Rheine, Mesum, Emsdetten, Neuenkirchen und Steinfurt. Eigentümer waren die rund 29.839 Mitglieder. Die Bank beschäftigte in ihren 23 Geschäftsstellen zuletzt rund 321 Mitarbeiter und betreute ca. 67.000 Privat- und Firmenkunden. Ihre Bilanzsumme belief sich auf ca. 1.161 Millionen Euro.
Die Volksbank Nordmünsterland eG bestand seit dem Jahr 2000, resultierend aus der Fusion der Volksbank Steinfurt-Emsdetten eG und der Volksbank Rheine eG. Die damals neufusionierte Bank trug zuerst den Namen Volksbank Nordmünsterland-Mitte eG und wurde erst im Jahr 2003 zur Volksbank Nordmünsterland eG umbenannt. Die Wurzeln reichen zurück bis in das Jahr 1884, in dem der Mesumer Spar- und Kreditverein eG gegründet wurde. Das offizielle Gründungsjahr der Bank geht über verschiedene Fusionen und Verschmelzungen zurück auf das Jahr 1898, in welchem die Volksbank Emsdetten eG gegründet wurde.
Am 5. Juni 2013 sprach sich die Vertreterversammlung der Volksbank Tecklenburger Land zur formellen Übernahme der Volksbank Nordmünsterland aus.
Die Volksbank Nordmünsterland eG war eingebettet in den genossenschaftlichen Finanzverbund. Sie gehörte dem Bundesverband der Deutschen Volksbanken und Raiffeisenbanken e. V. BVR mit Sitz in Berlin und dem Rheinisch-Westfälischer Genossenschaftsverband e. V. RWGV mit Sitz in Münster an.
| Bilanzzahlen          | 2012           |
| --------------------- | -------------- |
| Bilanzsumme           | 1.161 Mio. EUR |
| Kreditgeschäft        | 828 Mio. EUR   |
| Kundeneinlagen        | 780 Mio. EUR   |
| Volksbank-Mitglieder  | 29.839         |
| davon neue Mitglieder | 1.380          |
| Mitarbeiter           | 321            |
| Auszubildende         | 31             |
| Geschäftsstellen      | 23             |

Förderbilanz
Neben den gesetzlich vorgeschriebenen Bilanzzahlen veröffentlichte die Volksbank Nordmünsterland eG jedes Jahr eine Förderbilanz. Die hier veröffentlichten Zahlen gaben einen Überblick über das regionale Engagement der Bank.